# Український Фашистівський Здвиг

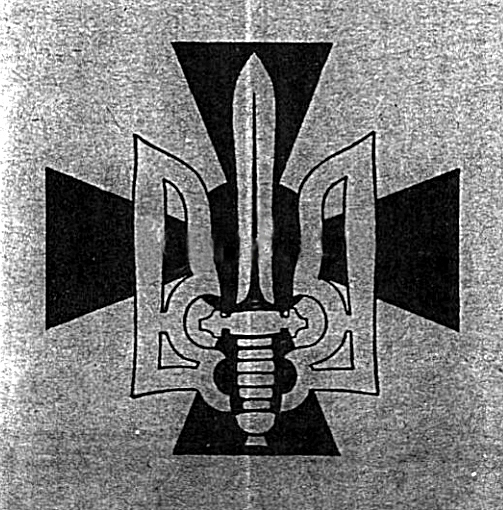
Емблема організації

Український Фашистівський Здвиг — українська націоналістична організація в Белграді. Вона періодично співпрацювала з ОУН і стояла на близьких до націоналістів позиціях. Як емблему використовував Націоналістичний Тризуб (дизайн Р. Лісовського) на тлі хреста. Цю ж емблему (але без хреста) використовувала й ОУН. У 1936 році між ОУН та УФЗ відбулася суперечка за символіку, але й вона була полагоджена. Гасла УФЗ — один до одного збігалися з гаслами ОУН.
Організація поряд з іншими українськими осередками «Просвіти» та «Української Громади» діяла наприкінці 1930-х років в Королівстві Югославія напівлегально. Очолював УФЗ торговець з Белграда, Левко Богунець. З січня 1939-го організація видавала часопис «За Україну!» під редакцією Петра Полубинського. Програмні засади організації були надруковані в першому числі часопису за авторством В. Млинаря.

## Програмові засади
1. Україна — українцям.
2. Знищення большовицької влади III Інтернаціоналу.
3. Визволення з-під чужих окупацій всіх частин Української Землі.
4. Самостійна, ні від кого незалежна Соборна Українська Держава.
5. Сильна національна влада з участю в кермі всіх представників українського суспільства.
6. Автокефалія Української Православної Церкви. Свобода для інших християнських віросповідань в гряницях державних законів, одначе без права підпорядкування чужоземним церковним зверхникам. Українська Православна Автокефальна Церква та інші, признані державними законами християнські віросповідання, стоять на службі Держави й Народу.
7. Знищення всіх політичних партій.
8. Виховання українського суспільства в дусі жертвенного патріотизму та громадської дисципліни.
9. Розвиток національної культури.
10. Примусова загальна і фахова освіта.
11. Знищення ворожої і взагалі чужоземної колонізації.
12. Вивласнення без окупу панських земельних маєтків.
13. Вся земля працюючим селянам на основі приватної та громадянської трудової власності.
14. Націоналізація вирішальних галузей промислу в цілях незалежного народного господарства. Всякі концесії чужинцям в промислі, рільництві та інших галузях державно-господарчого життя абсолютно виключені.
15. Приватний почин у тих ділянках промислового виробництва й торгівлі, де він виправдовується інтересами держави й суспільства.
16. Організація робітництва в корпорації в цілях захисту його інтересів.
17. Усіх громадян неукраїнської народності на основі окремих державних законів унормувати під взглядом державної приналежности. З того правила безумовно виключені жиди й ті, що коли будь в тих чи інших формах працювали на шкоду Українського Народу й Української Державності.